# Újvölgy
Az egyiptomi kormányzóságot lásd itt: Új-völgy kormányzóság.
Újvölgy Zebegény belterületi településrésze, mely több völgy együttese a település perifériáján, a felső Dunakanyarra és Szobra néz.

## Fekvése
A kóspallagi út vonalában fekszik. Határai a szobi országút, a vasútvonaltól leágazó Malom-völgy patak (torkolat) és a Malomhegy.

## Leírása
A Bőszobi-patak jobb oldalán lévő 17 katasztrális hold területű újvölgyi részt 1958-ban csatolták Zebegényhez.
Kis része termőterület, 1 hektárnál kisebb területű zártkert a vízbázistól északra. Az újvölgyi területen működik a Mészkő Bányászati és Feldolgozó Kft telephelye is.
Az elszigetelt helyzetű, de a sípálya szomszédságában dinamikusan fejlődő településrész még nincs bekapcsolva a közcsatorna-hálózatba. (2017)

## Nevezetességek
- Árpádházi Szent Margit kápolna: 1944-ben épült, oltárképét Márton Lajos festette.[4]